# ستارغيت يونيفرس (مسلسل)
ستارغيت يونيفرس (بالإنجليزية: Stargate Universe) هو عنوان ثالث مسلسل تلفزيوني في سلسلة ستارغيت. من إنتاج إم جي إم، بدأ الإنتاج في أوائل عام 2009، وعرض أول مرة في 2 أكتوبر، 2009 على Syfy وSpace Channel، ويوم 6 أكتوبر، 2009 على SKY1 في المملكة المتحدة وأيرلندا. ستارغيت يونيفرس تم تصويره وإنتاجه في فانكوفر، كندا، مثل المسلسلات السابقة.

## النشأة والتطوير
وفقا لمدير الإنتاج روبرت س. كوبر، المسلسل «يحافظ على روح ستارغيت، بل يفتح كونا جديدا تماما». ويجري حاليا تطويرها بأنها «مستقلة تماما، كيان ثالث»—على عكس ستارغيت أتلانتس، التي أنشئت فكرتها من السلسلة الأولى ستارغيت إس جي 1.
روبرت س. كوبر قد كشف عن أن هذه السلسلة الجديدة سوف تدور حول الشيفرون التاسع على ستارغيت وستتم خلال الوقت الحاضر، ولن تكون في المستقبل البعيد. انها ستكون المرة الأولى التي يستخدم هذا الموضوع في سلسلة من ستارغيت حسب قوله، «وهو يلعب عاملا رئيسيا في السلسلة الثالثة». الخطة الحالية لهذه السلسلة هو اتباع قصة واحدة في الموسم الواحد، مع 20 حلقة في الموسم الواحد. بدأ الإنتاج في أوائل عام 2009 والتصوير بدأ يوم 18 فبراير، 2009.

## الشخصيات
انظر أيضاً: قائمة شخصيات ستارغيت يونيفرس
- روبرت كارلايل في دور الدكتور نيكولاس راش
- لويس فيريرا في دور العقيد ايفيرت يونغ
- بريان ج. سميث في دور الملازم ماثيو سكوت
- إليز ليفيسك في دور كلوي أرمسترونغ
- ديفيد بلو في دور ايلاي والاس
- ألينا هوفمان في دور الملازمة تمارا جوهانسون
- جميل ووكر سميث في دور الرقيب رونالد غرير
- مينغ نا في دور كاميل راي
- لو دايموند فيليبس في دور العقيد ديفيد تيلفورد
- مايك دوبيد في دور فارو

## الحلقات
مقال مفصل: قائمة حلقات ستارغيت يونيفرس

## روابط خارجية
- ستارغيت يونيفرس على موقع IMDb (الإنجليزية)
- ستارغيت يونيفرس على موقع ميتاكريتيك (الإنجليزية)
- ستارغيت يونيفرس على موقع روتن توميتوز (الإنجليزية)
- ستارغيت يونيفرس على موقع أول موفي (الإنجليزية)
- ستارغيت يونيفرس على موقع فيلمافينيتي (الإسبانية)
- ستارغيت يونيفرس على موقع ليتربوكسد (الإنجليزية)
- ستارغيت يونيفرس على موقع كينوبويسك (الروسية)
- ستارغيت يونيفرس على موقع ألو سيني (الفرنسية)
- ستارغيت يونيفرس على موقع قاعدة بيانات الفيلم (الإنجليزية)